# خانه امینی‌ها
حسینیه امینی‌ها یا خانه امینی‌ها از خانه‌های زیبا و اعیانی قزوین است که توسط محمدرضا امینی از تجار و اعیان قزوین در غرب رودخانه دیزج ساخته شد؛ در دوران پهلوی اول رودخانه پر شد و خیابان مولوی به جای آن احداث گردید.

## معماری
ساختمانِ دو طبقهٔ حسینیه در سال ۱۲۷۵ هجری قمری با صرف مبلغ چهل و هشت هزار تومان بنا گردید. در میان بنا سه تالار ساخته شده که امتداد آن‌ها به موازات یکدیگر از شرق به غرب است و میان دو حیاط شمالی و جنوبی قرار دارد. تالارها دارای ارسی‌هایی است که در هنگام روضه خوانی با بلند کردن آن‌ها، هر سه تالار یکی می‌گردند و محوطه سر پوشیده بزرگ و آینه‌کاری زیبایی تشکیل می‌دهند. در وسط تالار بزرگ چلچراغ آویخته شده و فرش‌های تالار یک‌تخته و عتیقه هستند. زیر تالارها سرداب، زیرزمین، شربت‌خانه و انبار ساخته‌اند. محمدرضا امینی برای خیرات و مبرات در سال ۱۳۰۳ ه‍.ق دهاتی را جهت روضه‌خوانی در ایام محرم و اطعام مساکین در محرم، صفر و رمضان وقف این حسینیه نموده‌است.

## کاربری
علی‌رغم بسیاری از خانه‌های تاریخی در این خانه رفت‌وآمد وجود دارد و فرسوده نشده‌است. خانه امینی‌ها زیرزمین بزرگی دارد که لوکیشن ساخت مجموعه تلویزیونی سمندون بود. ساخت فیلم‌ها و مجموعه‌های زیادی چون کفش‌های میرزا نوروز، بانوی عمارت و شب دهم نیز بوده‌است.

## نگارخانه

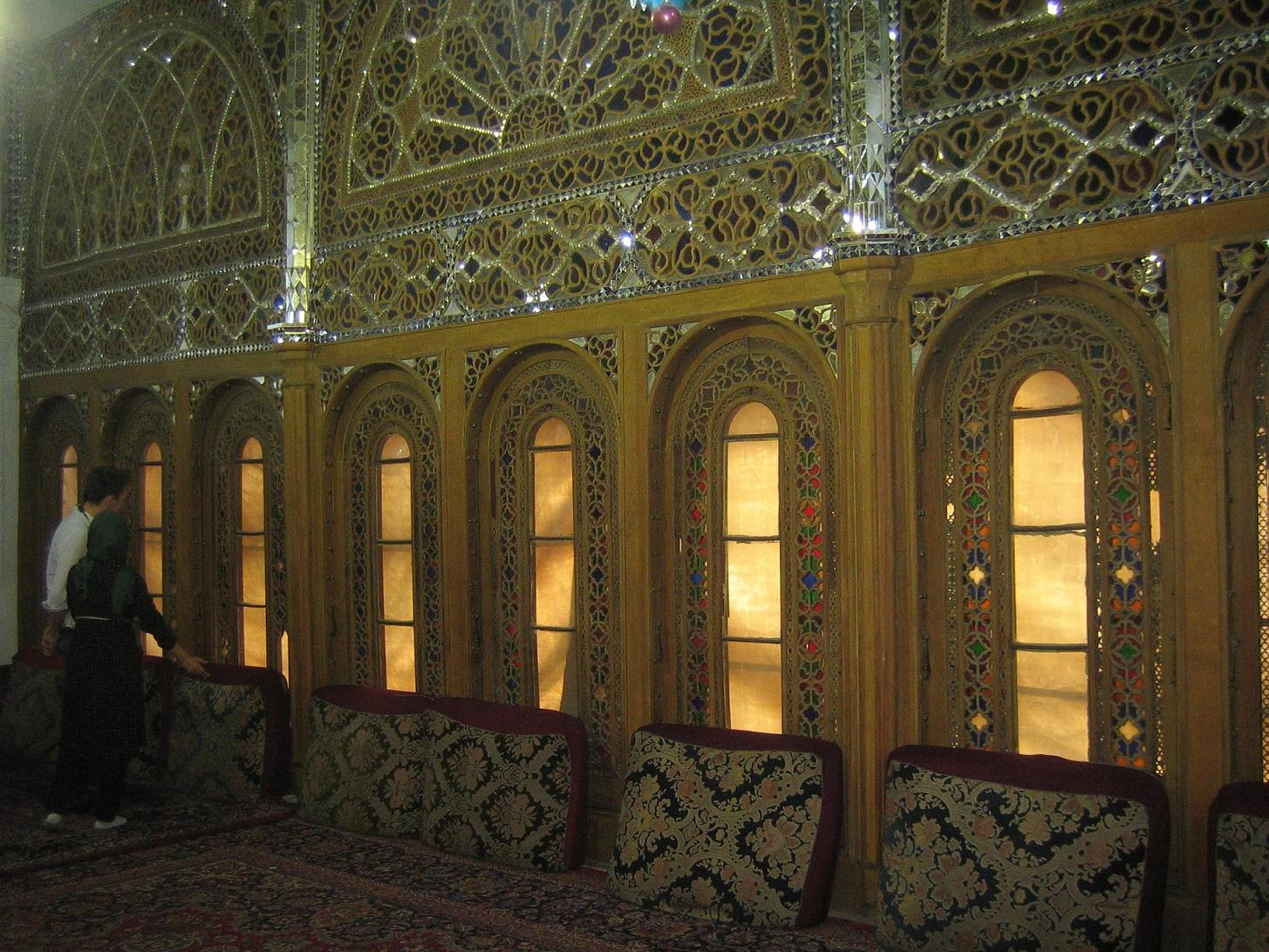
ارسی‌ها
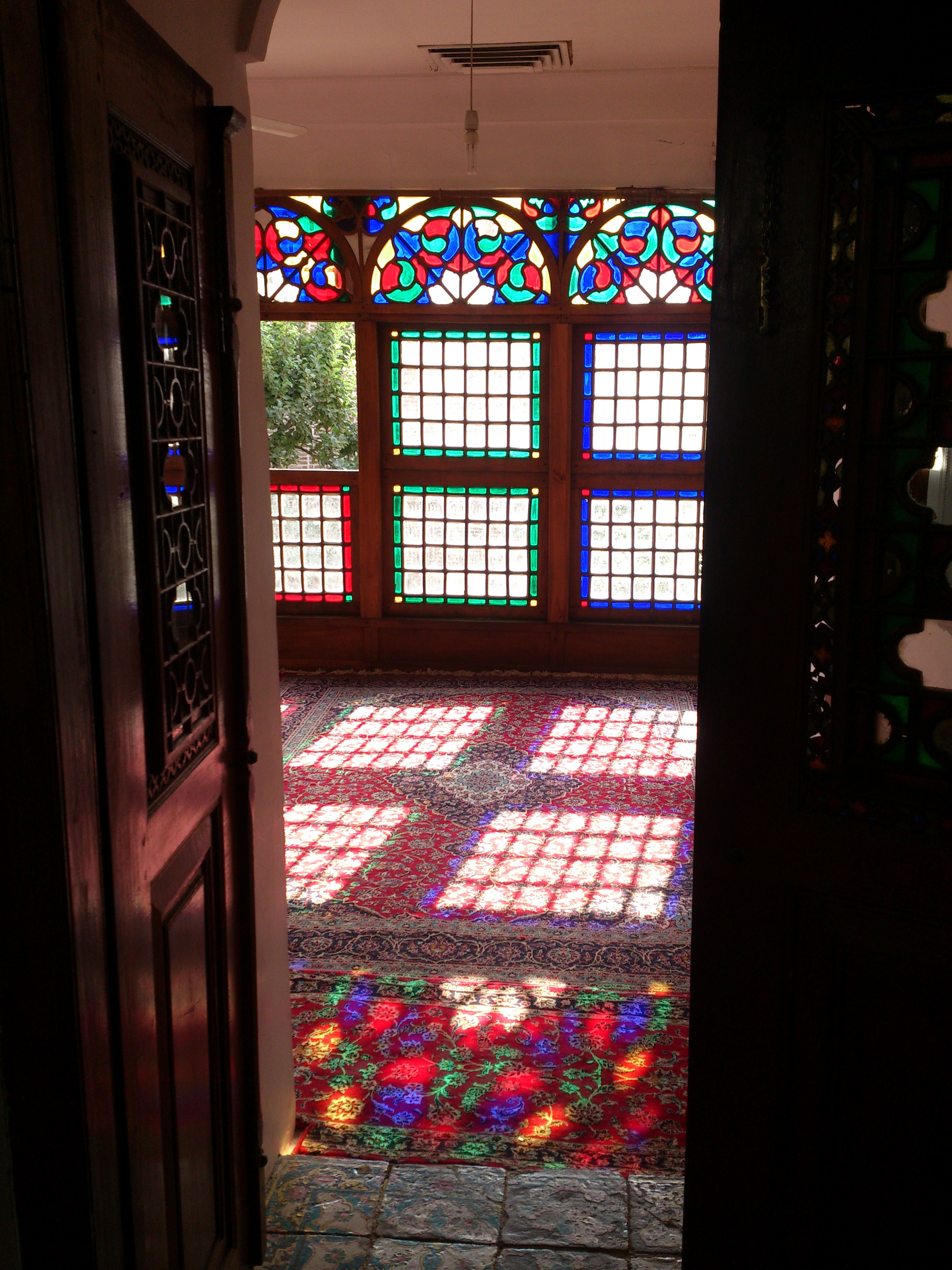
ارسی‌ها
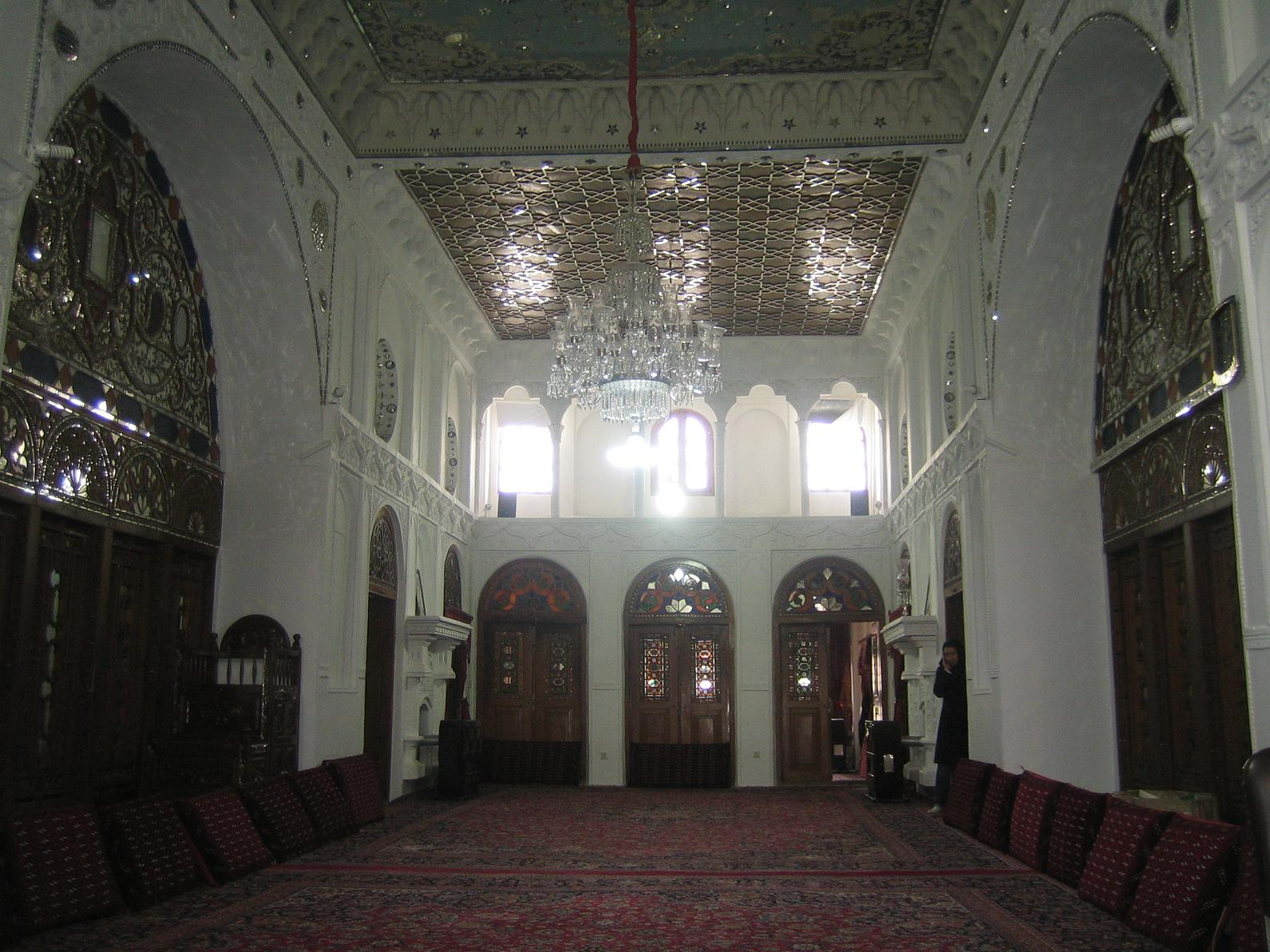
تالار میانی